# Cercopithecini
Cercopithecini — триба приматів з родини Мавпові (Cercopithecidae). Представники триби живуть в Африці. Вони мають чітко виражене обличчя та довгих хвіст. Це, в основному, деревні види, що живляться фруктами.

## Класифікація
Триба містить 34 видів у 5 родах.
- Родина Cercopithecidae
  - Підродина Cercopithecinae
    - Триба Cercopithecini
      - Рід Allenopithecus
      - Рід Miopithecus
      - Рід Erythrocebus
      - Рід Chlorocebus
      - Рід Cercopithecus